# Азево-Салауське нафтове родовище
А́зево-Салау́ське на́фтове родо́вище — родовище нафти на території Татарстану, Росія. Адміністративно розташоване в Агризькому районі. Відноситься до Волго-Уральської нафтогазоносної провінції.

## Характеристика
Продуктивними відкладами є теригенні пласти-колектори пашийського, киновського, бобриковського та тульського горизонтів і карбонатні породи нижнього (турнейський ярус) та середнього (каширський, подольський та верейський горизонти, а також башкирський ярус) горизонтів. На родовищі виявлено 50 покладів нафти, які контролюються невеликим куполоподібним підняттям. Теригенні колектори, складені пісковиками та алевролітами, належать до типу порових, середньо- та високоємких. Карбонатні колектори, складені вапняками різних структурних різностей, належать до типу тріщинно-порових, низько- та середньоємких, середньопроникних. Режим покладів тривко-водонапірний. Води представляють високомінералізовані розсоли хлоркальцієвого типу. Нафти девонських відкладів належать до типу сірчистих, парафінистих, смолистих. Нафти кам'яновугільних відкладів близькі до складу і належать до типу важких, високосірчистих, парафінистих, високосмолистих. За кількістю запасів родовище належать до категорії середніх.

## Розробка
Родовище введене в промислову розробку в 1972 році. На родовищі виділено 3 експлуатаційних об'єкти, в тому числі 2 основних (девонські і бобриковські + тульський горизонти) та один обернений (каширський, верейський горизонти та башкирський ярус). Буріння здійснюється за трикутною мережею з відстанями між свердловинами 300×300 м. Система заводнення законтурна, внутрішньоконтурна, блокова та має природний режим. З метою збільшення КІН передбачено застосування гідродинамічних та геолого-фізичних методів ПНП.
Родовище складається з декількох ділянок:
- Азевська ділянка — розташована на території Азевського сільського поселення, на північній околиці села Азево; на півночі обмежена річкою Сангак, на півдні — річкою Азевка; тут збудовано 6 свердловин;
- Салауська ділянка — розташована на території Салауського сільського поселення, простягається дугою від північної околиці села Ямурзино, далі через саме село до північної околиці села Мадьяр, далі простягається на південний захід майже до берега Нижньокамського водосховища; тут збудовано 74 свердловини.

Станом на 1993 рік на родовищі було пробурено 206 свердловин, в тому числі добувних 128, нагнітаючих 38 та 40 свердловин інших категорій. В розробці знаходяться пашийський, киновський, бобриковський та тульський горизонти. Річний видобуток нафти на 1992 рік становив 124,4 тисячі тонн. Поточний видобуток нафти 2,4 тонни за добу, рідини 15,2 тонни за добу. З початку розробки відібрано 3194,9 тисячі тонн нафти та 7530,6 тисячі тонн рідини. Заводнення становить 78,4 %. Коефіцієнт нафтовидобутку: проєктний 0,414, поточний на 1993 рік — 0,217.